# Michałowice (Piccola Polonia)
Michałowice è un comune rurale polacco del distretto di Cracovia, nel voivodato della Piccola Polonia.
Ricopre una superficie di 51,27 km² e nel 2004 contava 7 505 abitanti.